# Sophora wightii
Espèce
Statut de conservation UICN

 EN (needs updating) B1+2c : En danger
Sophora wightii est une espèce de plantes à fleurs de la famille des Fabacées endémique d'Inde.